# Alambre de aluminio recubierto de cobre

Alambre de aluminio recubierto de cobre.

El alambre de aluminio revestido de cobre o alucobre, abreviado normalmente como CCAW o CCA; es un conductor eléctrico compuesto por un interior central de aluminio y un exterior de revestimiento de cobre.

## Usos
Las aplicaciones principales de este conductor giran en torno a los requisitos de reducción de peso. Estas aplicaciones incluyen bobinas de alta calidad bobinas, tales como bobinas de voz, los auriculares portátiles, altavoces portátiles o bobinas móviles, aplicaciones coaxiales de alta frecuencia, tales como antenas de RF, cables de distribución de televisión por cable y cables de alimentación.
CCA también fue utilizado como cable de red eléctrica para instalaciones domésticas y comerciales. Se adoptó la construcción de cobre / aluminio para evitar algunos de los problemas del alambre de aluminio, aunque conservando algunas de las ventajas de costo. Sin embargo, el cobre sólido se utiliza más comúnmente en el cableado interior residencial de 120v o 240v en los EE. UU.
CCA se hizo muy popular en los mercados emergentes como un sustituto barato de cables de par trenzado de categoría 5e de cobre.

## Propiedades
Las principales ventajas del CCA son:
- CCA es el 37% del peso del cobre sólido.
- Para igual amperaje, el peso de CCA es reducido al 170 % comparado con cobre de los mismos requerimientos.
- Los cables de CCA son más fáciles de instalar que el cobre sólido.
- Los cables de CCA pueden utilizar conectores estándar de cobre.
- Más económico que un alambre de cobre puro.
- Las aplicaciones principales del CCA son cables CATV, cables de corriente, alambres magnéticos, automotrices, industrias aeronáuticas y electrónicas.

## Desventajas
- Particularmente en medios informáticos (conexiones Ethernet), los cables hechos con CCA no cumplen con las normativas internacionales (ANSI/TIA, ISO, etc.) Estrictamente hablando, los cables Cat6, Cat5 o 5e que se indican "CCA" ni siquiera deberían ser etiquetados como tal.
- Debido a deficiencias mecánicas y eléctricas (por ejemplo, que el Aluminio se oxida en contacto con el aire), se multiplican las posibilidades de tener problemas con la instalación o al menos un rendimiento bastante menor a lo esperado; sobre todo en el mediano y largo plazo.
- Los cables CCA poseen una mayor resistencia, por lo que no deben ser utilizados para la Alimentación a Través de Ethernet (POE).
- Una instalación ethernet no se puede "arreglar" cuando el problema es el material mismo con el que está fabricado el cable, lo cual implica tener que cambiar todo el cableado si se presentan fallas.

## Efecto piel
El efecto piel hace que la corriente eléctrica circule por el revestimiento de cobre del conductor, haciendo que la resistencia del conjunto se acerque a la de un alambre de cobre puro a altas frecuencias, lo que hace que el revestimiento de cobre del alambre de aluminio tenga un buen desempeño en distintas aplicaciones.
El efecto de piel también se emplea en el alambre de acero revestido de cobre, como el cable coaxial RG-6, que también se utiliza comúnmente en aplicaciones de alta frecuencia con requerimientos de alta resistencia.